# Jon Dette
Jon Dette, född 19 april 1970 i San Diego, är en metal-trummis, känd för att ha spelat i Evildead, Iced Earth, Slayer, Testament, Anthrax, Heathen och Animetal USA. Dette är en vänsterhänt trummis. Sedan 2015 är Dette trummis i Impellitteri.

## Diskografi

### Med Evildead
- Terror – 1994

### Med Testament
- Live at the Fillmore – 1995

### Med Impellitteri
- Venom – 2015

### Med Meshiaak
- Alliance of Thieves – 2016